# Дорн-Дюркгайм
Дорн-Дюркгайм (нім. Dorn-Dürkheim) — громада в Німеччині, розташована в землі Рейнланд-Пфальц. Входить до складу району Майнц-Бінген. Складова частина об'єднання громад Райн-Зельц.
Площа — 5,60 км2. Населення становить 974 ос. (станом на 31 грудня 2020).

## Галерея

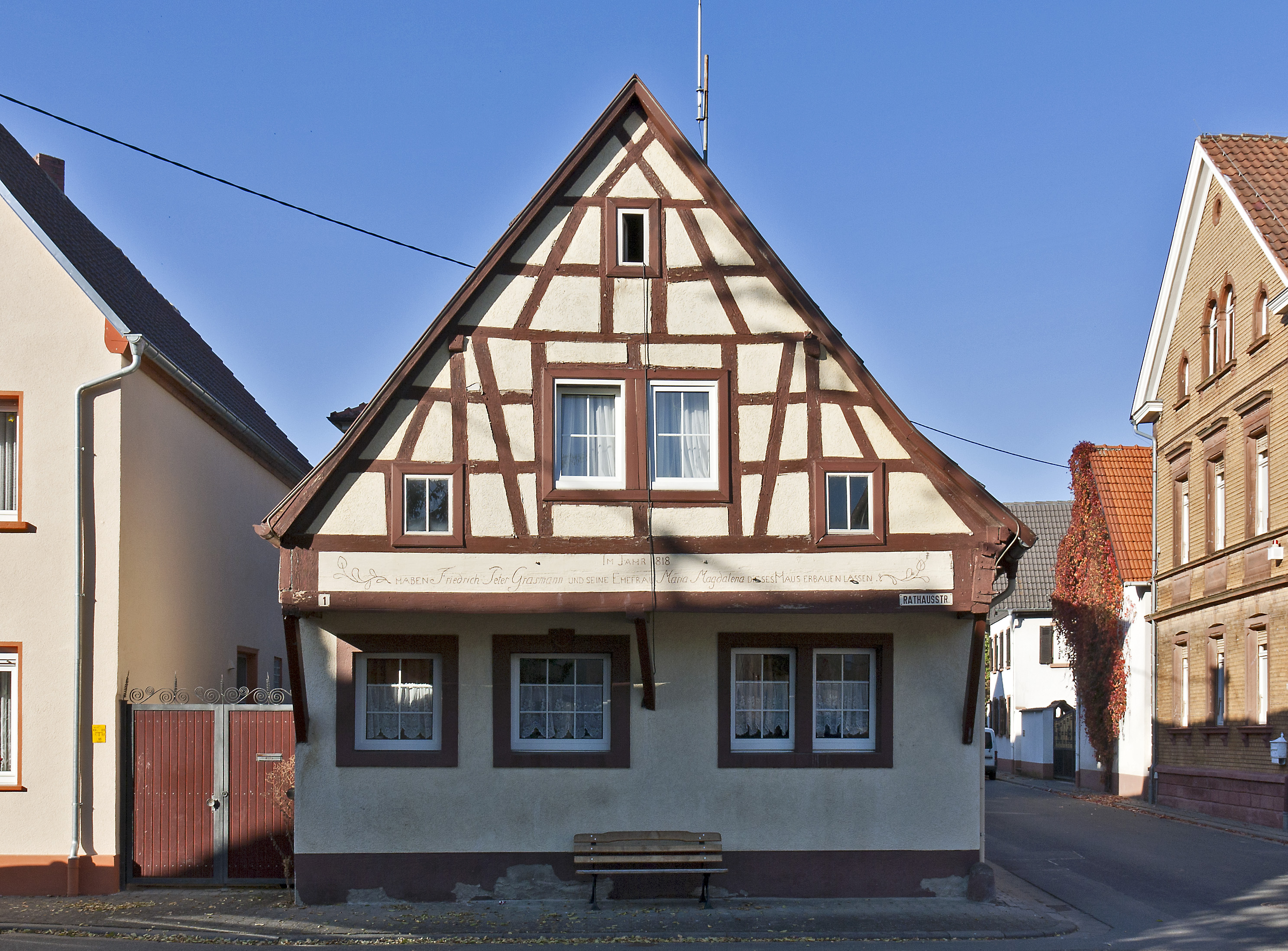